# Alejandro Oliveros
Alejandro Oliveros (Valencia, 1 de marzo de 1948), es un ensayista, traductor, poeta y crítico literario venezolano. Fundador y director de la Revista Poesía y de Zona Tórrida. 

## Estilo
Oliveros no escapa a la tradición del paisaje, que es parte de la cultura del país. Lo diferencia el enfoque, pues para el autor valenciano se trata de una separación respecto al entorno, que presupone el destierro y la recreación mítica de la ciudad que es siempre el hogar. Su universo literario y crítico no parece divorciarse del desarrollo de un método tras la palabra que infunde a su obra un estilo delicado, cristalino y pasivo. "El sonido de la casa" (Monte Ávila Editores, Colección Altazor, 1983) es una fusión lírica, pictórica y visual de las dos patrias del autor: Nueva York y Valencia. Su actitud visual parece tomar colores grises y diluirse en una emoción disolvente... "Las líneas del tren//no conducen a ninguna parte./El presente es diferente;/los cangrejos sueñan/y mueren sobre las piedras.///La corriente se devuelve./El ruido de las aguas/abraza la costa. La espuma/lava las puertas del cementerio." Así el ritornello es siempre secular, la vida siempre se repite y la emoción en su obra patenta una gravedad por aquello que propicia la muerte que es la decadencia y la vejez en dos planos ominosos, el existencial donde el poeta se asume como algo eterno e invariable y el otro donde se evidencia la realidad corporal y física.Así su tema de fondo es realmente "el tiempo".

## Obra

### Poesía
- Espacios (Editora Central,1974,50 p.)
- El sonido de la casa (1983)
- Fragmentos I-XXV (1986)
- Fragmentos XXVIII (1989)
- Visiones (1991)
- Famas (1991)
- Preludios (1992)
- Tristia (1996)
- Magna Grecia (1999)
- Poemas del cuerpo y otros (2005)
- Poemas de la luna líquida (2021)

### Ensayo
- Imagen, objetividad y confesión. Ensayos sobre poesía norteamericana Contemporánea (1991)
- Poetas de la Tierra Baldía (2000)
- La mirada del desengaño

### Otros géneros
- Oliveros, Alejandro. El aire traspasado. Dirección de cultura, Universidad de Carabobo. ISBN 980-233-333-61998 |isbn= incorrecto (ayuda).
- Oliveros, Alejandro. Variar vida y destino. Monte Ávila editores. ISBN 980-01-1462-92003 |isbn= incorrecto (ayuda).